# Grenadas parishes

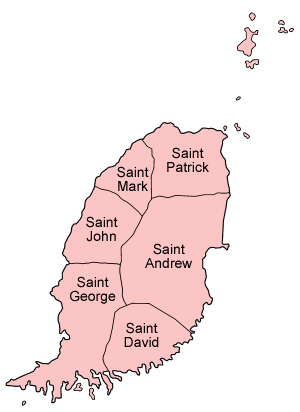
Grenadas parishes (distrikt).

Grenadas distrikt Grenada är indelat i 6 administrativa distrikt (parish) och 1 besittning.
| Distrikt   | Huvudort       | Areal (km²) | Invånarantal 2009 |
| ---------- | -------------- | ----------- | ----------------- |
| St Andrew  | Grenville      | 99          | 24 700            |
| St David   | Saint David's  | 44          | 11 500            |
| St George  | Saint George's | 65          | 35 600            |
| St John    | Gouyave        | 35          | 8 600             |
| St Mark    | Victoria       | 25          | 4 000             |
| St Patrick | Sauteurs       | 42          | 10 700            |
| Totalt     | Saint George's | 344         | 100 900           |

Besittningen (dependency) Carriacou and Petit Martinique har en area på 34 km² och cirka 6 100 invånare, huvudstaden är Hillsborough.